# Antonio Martín Eguia
Antonio Martín Eguia (Vitoria, 18 de junio de 1918 - ?) es un ciclista español, que fue profesional entre 1939 y 1948.
En su palmarés destaca una victoria de etapa a la Vuelta en España de 1941.

## Palmarés
- 1940
  - 1º en Álava
- 1941
  - Vencedor de una etapa de la Vuelta en España
  - Vencedor de una etapa de la Vuelta en Navarra
  - Vencedor de una etapa de la Volta a Cataluña
  - Subcampeón de España de ciclismo en ruta
- 1942
  - 1º en el Circuito Castilla-Leon-Asturias y vencedor de una etapa
  - 1º en Álava
  - Vencedor de una etapa al Circuito norteño
- 1943
  - Campeón de España Detrás moto comercial
- 1944
  - Campeón de España Detrás moto comercial 
  - 1º en la Vuelta a Levante
  - 1º en el Campeonato de Barcelona
- 1945
  - Vencedor de una etapa de la Volta a Cataluña
  - Vencedor de 3 etapas del Gran Premio de Vitoria
- 1946
  - Vencedor de 2 etapas del Gran Premio de Vitoria

### Resultados a la Vuelta en España
- 1941. 7º de la clasificación general. Vencedor de una etapa
- 1942. Abandona
- 1945. 5º de la clasificación general
- 1946. 16º de la clasificación general
- 1948. Abandona